# Врпоље (Книн)
Врпоље је насељено мјесто у граду Книну, у сјеверној Далмацији, Шибенско-книнска жупанија, Република Хрватска. Према прелиминарним подацима са последњег пописа 2021. године у месту је живело 165 становника.

## Географија
Налази се 3 км сјевероисточно од Книна.

## Историја
Врпоље се од распада Југославије до августа 1995. године налазило у Републици Српској Крајини.

## Култура
У Врпољу се налази римокатоличка црква Св. Јаков.

## Становништво
Према попису становништва из 2001. године, Врпоље је имало 204 становника. Према попису становништва из 2011. године, насеље Врпоље је имало 213 становника.
| Демографија | Демографија | Демографија |
| Година      | Становника  | Становника  |
| ----------- | ----------- | ----------- |
| 1961.       | 688         |             |
| 1971.       | 607         |             |
| 1981.       | 516         |             |
| 1991.       | 536         |             |
| 2001.       | 204         |             |
| 2011.       |             | 213         |

## Попис 1991.
На попису становништва 1991. године, насељено место Врпоље је имало 536 становника, следећег националног састава:
| Попис 1991.‍  | Попис 1991.‍  | Попис 1991.‍ | Попис 1991.‍ | Попис 1991.‍ |
| ------------ | ------------ | ----------- | ----------- | ----------- |
|              |              |             |             |             |
| Хрвати       | Хрвати       |             | 343         | 63,99%      |
| Срби         | Срби         |             | 174         | 32,46%      |
| Југословени  | Југословени  |             | 10          | 1,86%       |
| Муслимани    | Муслимани    |             | 2           | 0,37%       |
| Мађари       | Мађари       |             | 1           | 0,18%       |
| неопредељени | неопредељени |             | 1           | 0,18%       |
| непознато    | непознато    |             | 5           | 0,93%       |
| укупно: 536  |              |             |             |             |

## Презимена
- Боровница — Православци
- Вучковић — Православци
- Кукољ — Православци
- Мијаковац — Православци
- Милак — Православци
- Милић — Православци
- Шеат — Православци
- Анић Ивчић — Католици
- Анић Калигер — Католици
- Анић Матић — Католици
- Анић Милић — Католици
- Араповић — Католици
- Гргић — Католици
- Доказа — Католици
- Јукић — Католици
- Марић — Католици
- Ћаћић — Католици
- Ћурко — Католици
- Шимић — Католици